# Maserati Khamsin
Der Maserati Khamsin (werksinterne Bezeichnung: Tipo AM120) war ein vom italienischen Automobilhersteller Maserati von 1973 bis 1982 produzierter Sportwagen. Er trat an die Stelle des zuvor eingestellten Ghibli und war zeitweise das einzige Frontmotorcoupé in der ansonsten von den Mittelmotorsportwagen Bora und Merak geprägten Modellpalette des Unternehmens. Der Khamsin erschien in einer für Maserati wirtschaftlich schwierigen Zeit. Er war das letzte neu entwickelte Fahrzeug, für das Maserati technische Komponenten von Citroën verwendete. Die Verkaufszahlen des Khamsin blieben weit hinter den Erwartungen zurück. Heute gilt er als der am meisten unterschätzte klassische Maserati.

## Hintergrund
Der von 1966 bis 1973 produzierte Maserati Ghibli war in den späten 1960er-Jahren das Flaggschiff Maseratis. Er folgte dem Standard-Layout mit Frontmotor und Hinterradantrieb. Nachdem Maserati 1967 – zunächst anteilig – von Citroën übernommen worden war, setzte Maserati ab Beginn der 1970er-Jahre auf Mittelmotorsportwagen, die eine Reaktion auf die erfolgreichen Sportwagen des Konkurrenten Lamborghini sein sollten. So entstand mit Blick auf den Lamborghini Miura der Maserati Bora, und der von ihm abgeleitete, deutlich preiswertere Merak zielte auf den kleineren Lamborghini Urraco sowie den Dino 246 von Ferrari. Nicht alle Kunden waren von dem neuen Mittelmotorkonzept überzeugt, sodass weiterhin Bedarf nach einem traditionell ausgelegten schnellen Gran Turismo bestand. Der Ghibli war inzwischen „in die Jahre gekommen“. 1971 entschied sich Maserati für die Entwicklung eines Nachfolgers mit dem technischen Konzept des Ghibli, für den möglichst viele Teile von Citroën verwendet werden sollten.
Das Ergebnis war der Khamsin, der, einer Tradition des Unternehmens folgend, nach einem  Wind benannt war. Der Chamsin ist ein Wind aus der arabischen Wüste in den Ländern südöstlich des Mittelmeers.

## Aufbau und Technik
Die Konstruktion des Khamsin verantwortete Giulio Alfieri. Er war der letzte Maserati, den Alfieri konstruierte, bevor er infolge der Übernahme des Unternehmens durch Alejandro De Tomaso 1975 seinen langjährigen Arbeitgeber verließ.

### Karosserie

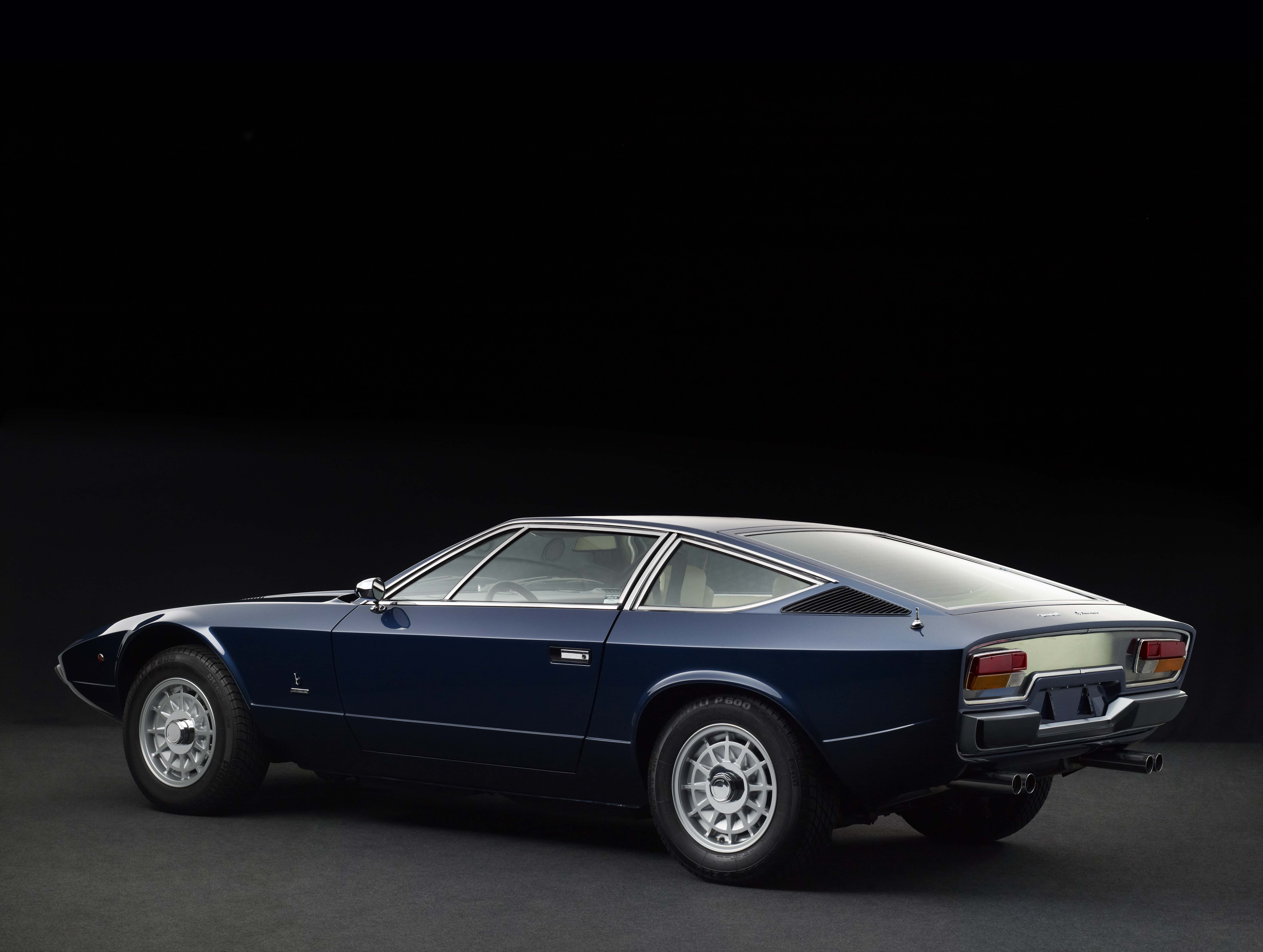
Markante Heckansicht: Maserati Khamsin

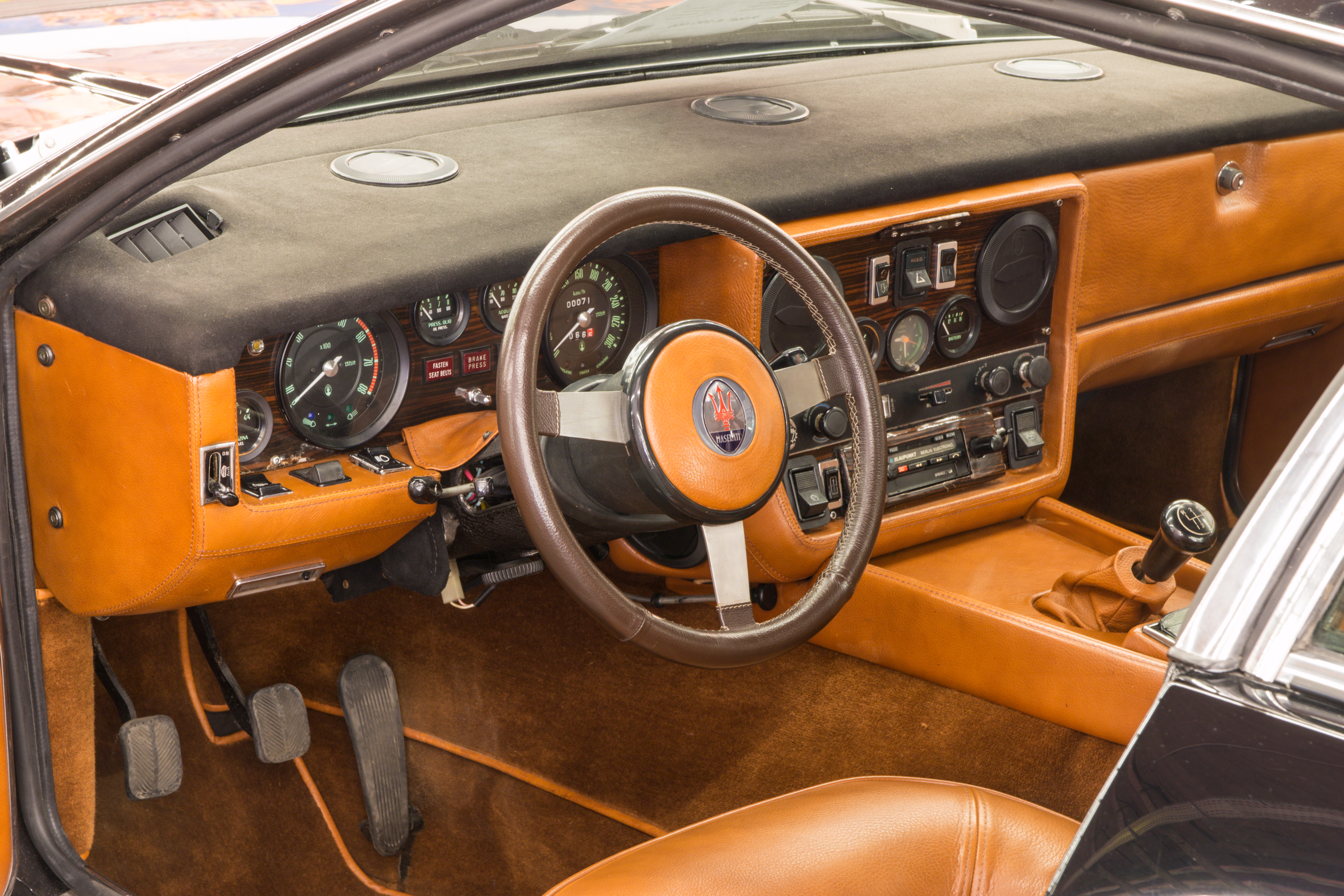
Innenraum

Die Karosserie aus Stahl war selbsttragend ausgelegt. Marcello Gandini hatte sie für Bertone entworfen; bei Bertone wurden auch die Rohkarosserien gefertigt.
Der Khamsin war ein zweitüriges Coupé mit Fließheck. Er war als 2+2-Sitzer zugelassen, wobei die hinteren Notsitze allerdings „keineswegs zu benutzen waren“. Sie waren unkomfortabel, und es gab nahezu keine Bein- und Kopffreiheit.
Gandinis Karosseriedesign wurde als „zeitgemäß“, „einzigartig“ oder „außergewöhnlich“ wahrgenommen; einzelne Stimmen beschreiben den Khamsin als „gestalterisches Juwel“. Besonderes Merkmal der Karosserie war ihre ausgeprägte Keilform und die sehr lange Motorhaube. Die Heckscheibe diente zugleich als Kofferraumklappe. Am Heck war, senkrecht stehend, eine weitere verglaste Fläche angebracht, die den Blick auf den Kofferraum freigab und in die die Rücklichter eingelassen waren. Dieses Designelement folgte dem Lamborghini Espada und dessen Vorläufer, dem von Gandini gestalteten Showcar Marzal. Die Frontpartie fiel stark ab; in ihr waren Klappscheinwerfer eingelassen.
Die für den US-amerikanischen Markt produzierte Version des Khamsin sah ab 1974 insbesondere im Heckbereich deutlich anders aus. Bedingt durch die amerikanischen Sicherheitsbestimmungen hatte der Wagen vorn und hinten voluminöse Stoßstangen. Die Heckleuchten der US-Fahrzeuge befanden sich nicht in der verglasten Rückwand, sondern waren auf die darunter liegenden Blechteile aufgesetzt. Insgesamt lagen die Rückleuchten der US-Fahrzeuge damit deutlich tiefer als bei den europäischen Modellen.
Der Innenraum des Khamsin wurde überwiegend als „enttäuschend“ empfunden. Beobachter vermissten die Eleganz früherer Modelle und bemängelten einen „plumpen“ bzw. „etwas protzigen Stil, bei dem die billig wirkenden, verwirrend angeordneten Schalter (...) deutlicher auffielen als zuvor.“ Es sei ein albtraumartiger Mischmasch aus 70er-Jahre-Kitsch und einer Komödie. Die Verarbeitung wurde als „mäßig“ oder „lässig“ beschrieben; vor allem deutsche Tester bemängelten wenig praxisgerechte Details und „das völlige Fehlen von Ablagen“.

### Fahrwerk und Antriebstechnik
Die Technik des Khamsin entsprach in weiten Teilen der des Ghibli. Die Radstände beider Modelle stimmten überein. Allerdings war das Fahrwerk neu konstruiert worden. Anstelle der im Ghibli verwendeten Starrachse an Blattfedern, die jahrelang kritisiert worden war, hatte das neue Modell hinten an Doppelquerlenkern einzeln aufgehängte Räder. Die Servolenkung mit geschwindigkeitsabhängiger Unterstützung stammte aus dem Citroën SM; die Lenkkräfte wurden mit zunehmender Geschwindigkeit größer. Das Bremssystem kam ebenfalls von Citroën. Die Scheibenbremsen wurden durch ein Hochdrucksystem betätigt, das mit der grünen LHM-Flüssigkeit (liquide hydraulique minerale) gefüllt war. Die Hydraulik bediente außerdem die Kupplung, den Mechanismus der Klappscheinwerfer und die Sitzverstellung.
Lieferbar war ein 4,9 Liter großer Achtzylindermotor, dessen Leistung im Vergleich zu dem des Ghibli von 335 PS (246 kW) auf 320 PS (235 kW) reduziert war. Serienmäßig war ein Fünfgang-Schaltgetriebe; auf Wunsch gab es eine Dreigang-Automatik. Der Motor war hinter der Vorderachse eingebaut; dadurch ergab sich eine nahezu ausgewogene Gewichtsverteilung.

## Produktion
Der Prototyp des Khamsin wurde auf dem Turiner Autosalon 1972 vorgestellt. Die Serienversion präsentierte Maserati auf dem Genfer Auto-Salon 1973. Zum Ende desselben Jahres ging er in Serie.
Zum Produktionsumfang gibt es unterschiedliche Angaben. Einige Quellen sprechen von 421, andere von 435 Exemplaren. Eine weitere Quelle gibt einen Gesamtausstoß von 417 Fahrzeugen an, die sich wie folgt auf die einzelnen Jahre verteilen: 5 (1973), 97 (1974), 69 (1975), 37 (1976), 69 (1977), 72 (1978), 42 (1979), 12 (1980), 11 (1981) und 3 (1982).

## Sonderversionen
Anders als im Fall des Ghibli, gab es werksseitig keine offene Version des Khamsin. Es existieren allerdings ein einzelner „Khamsin Spyder“ (Chassisnummer 1030) und ein „Khamsin T-Top“ (Chassisnummer 1142).
Beim Spyder handelt es sich um ein 1975 gebautes Fahrzeug, das als serienmäßiges Coupé an einen Kunden in die USA geliefert wurde. Dort wurde es nachträglich in einen zweisitzigen Spyder umgebaut. Die Karosseriebaufirma, die diesen Umbau durchgeführt hat, war National Coach Engineering. Das Fahrzeug existiert noch. Es ist im Februar 2007 anlässlich der Rétromobile Paris von Christie’s zum Verkauf angeboten worden.
Der T-Top ist ein 1977 gebautes Fahrzeug mit herausnehmbaren Targadachhälften. Es wurde im Auftrag des Importeurs Maserati Automobiles California Inc. vor der Auslieferung an einen US-Kunden von Hurst Hatches umgebaut, die u. a. auch die Pontiac-Modelle TransAm und Firebird mit T-Tops ausstattete. Das Fahrzeug existiert noch in seinem Auslieferungszustand. Es ist im Februar 2015 anlässlich der Rétromobile Paris von Bonhams zum Verkauf angeboten worden.

## Technische Daten
| Maserati Khamsin                     | Maserati Khamsin                                                           |
| ------------------------------------ | -------------------------------------------------------------------------- |
| Motor:                               | Achtzylinder-Ottomotor, V-Anordnung                                        |
| Hubraum:                             | 4930 cm³                                                                   |
| Bohrung × Hub:                       | 93,9 × 89 mm                                                               |
| Leistung:                            | 320 PS                                                                     |
| Verdichtung:                         | 8,5 : 1                                                                    |
| Gemischaufbereitung:                 | 4 Weber-Doppelvergaser (Typ 42 DCNF)                                       |
| Ventilsteuerung:                     | vier obenliegende Nockenwellen                                             |
| Kühlung:                             | Wasserkühlung                                                              |
| Getriebe:                            | handgeschaltetes Fünfganggetriebe wahlweise automatisches Dreiganggetriebe |
| Radaufhängung vorn:                  | Doppelquerlenker, Schraubenfedern                                          |
| Radaufhängung hinten:                | Doppelquerlenker, Schraubenfedern                                          |
| Bremsen:                             | vorne und hinten Scheibenbremsen                                           |
| Karosserie:                          | selbsttragende Stahlkarosserie                                             |
| Radstand:                            | 2550 mm                                                                    |
| Abmessungen (Länge × Breite × Höhe): | 4400 × 1805 × 1140 mm                                                      |
| Leergewicht:                         | 1550 kg                                                                    |
| Höchstgeschwindigkeit:               | 275 km/h                                                                   |

### Testwerte
- 0–60 km/h 3,2 s[15]
- 0–80 km/h 5,0 s
- 0–100 km/h 6,6 s
- 0–120 km/h 8,7 s
- 0–140 km/h 11,4 s
- 0–160 km/h 14,5 s
- 0–180 km/h 18,9 s
- 0–200 km/h 23,8 s
- 1 km mit stehendem Start: 26,2 s
- Höchstgeschwindigkeit: 272,7 km/h